# Virginia Slims of California 1987
Il Virginia Slims of California 1987 è stato un torneo di tennis giocato sul sintetico indoor.
È stata la 17ª edizione del torneo, che fa parte del Virginia Slims World Championship Series 1987.
Si è giocato a San Francisco negli Stati Uniti, dal 9 al 15 febbraio 1987.

## Campionesse

### Singolare
Zina Garrison ha battuto in finale  Sylvia Hanika con il punteggio di 7–5, 4–6, 6–3

### Doppio
Hana Mandlíková /  Wendy Turnbull hanno battuto in finale  Zina Garrison /  Gabriela Sabatini con il punteggio di 6–4, 7–6(4)